# Waldspirale

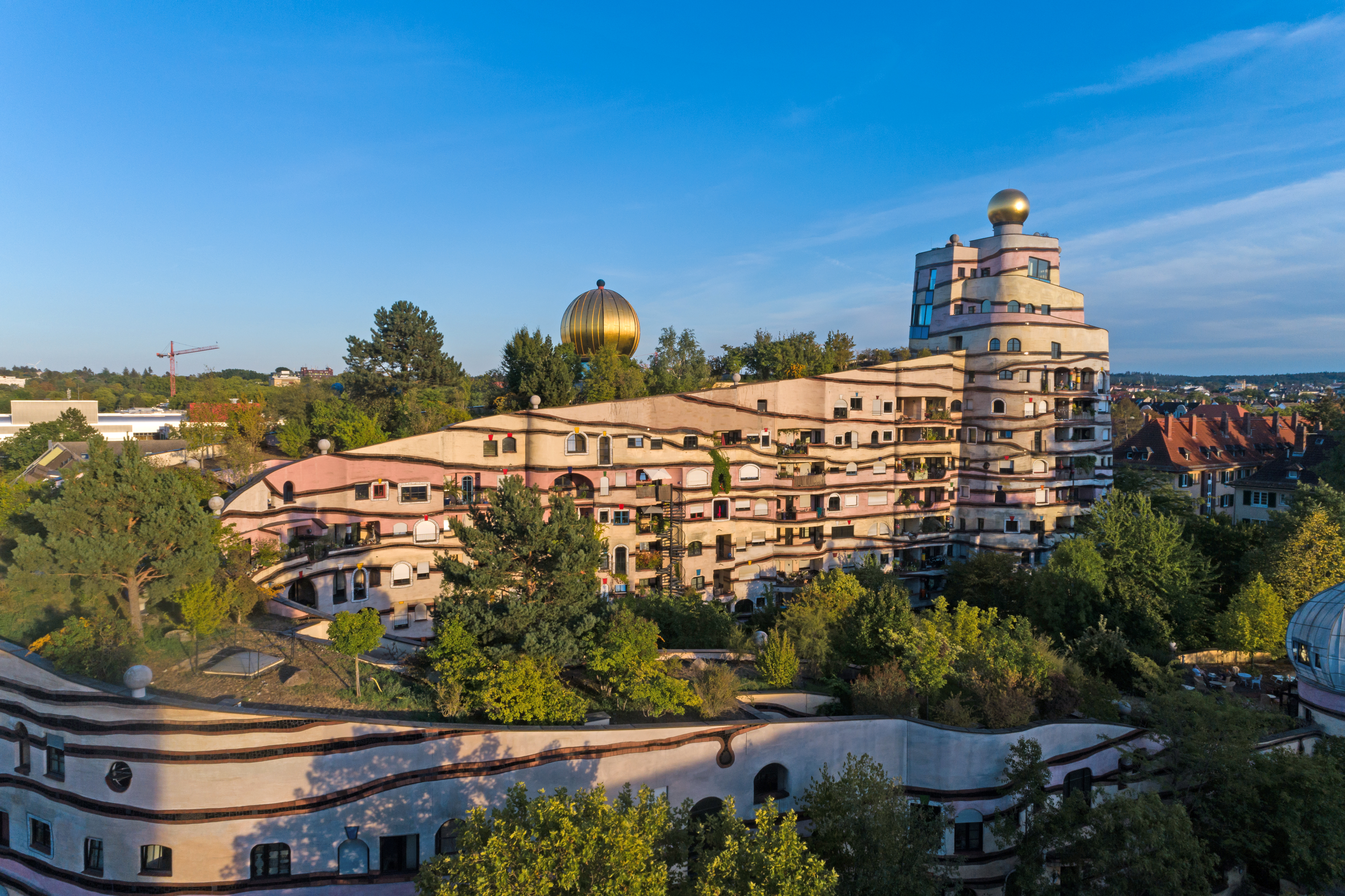
Hundertwasserhaus Waldspirale in Darmstadt, 2011

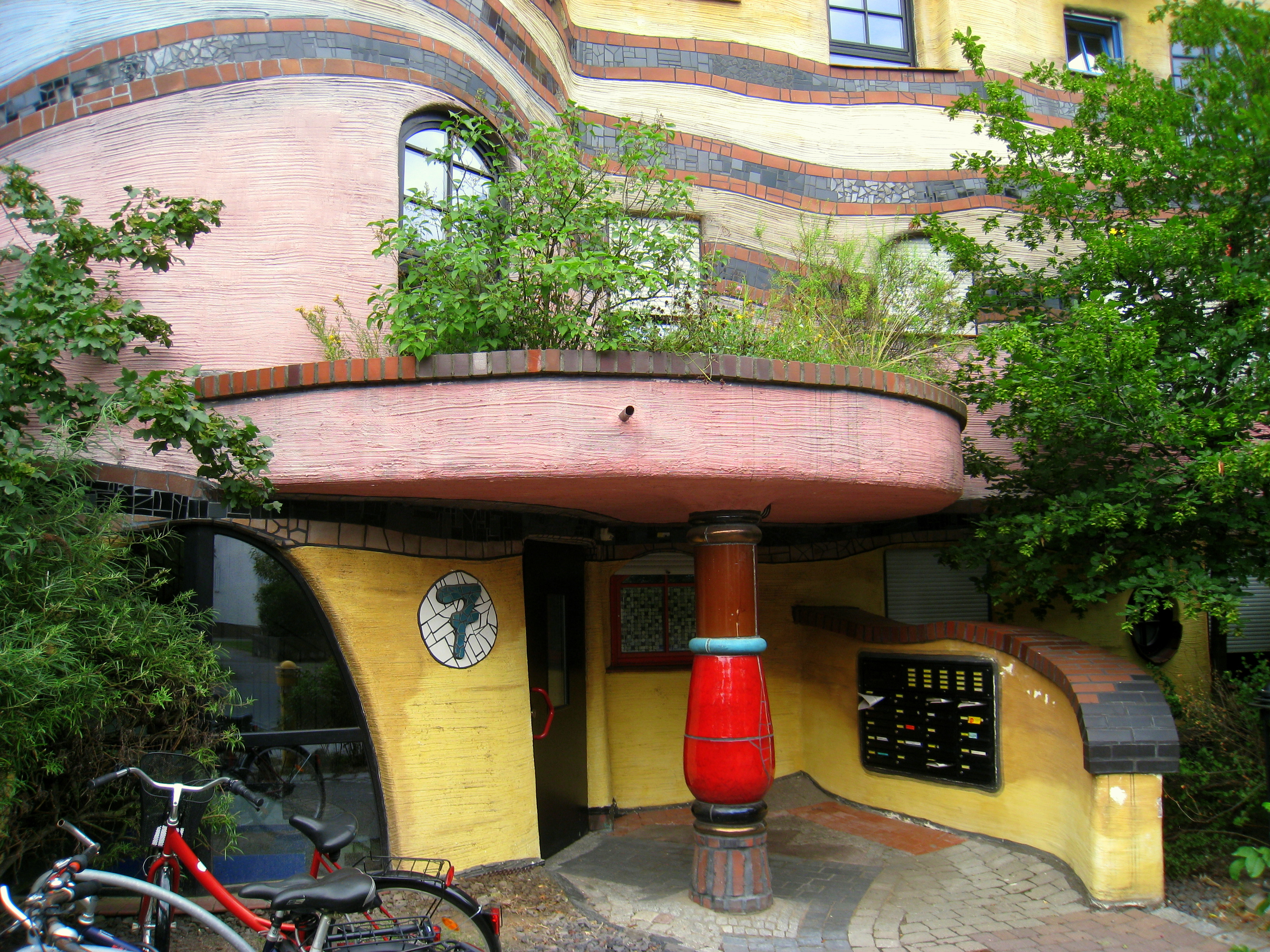
Typischer Hundertwasser-Eingang

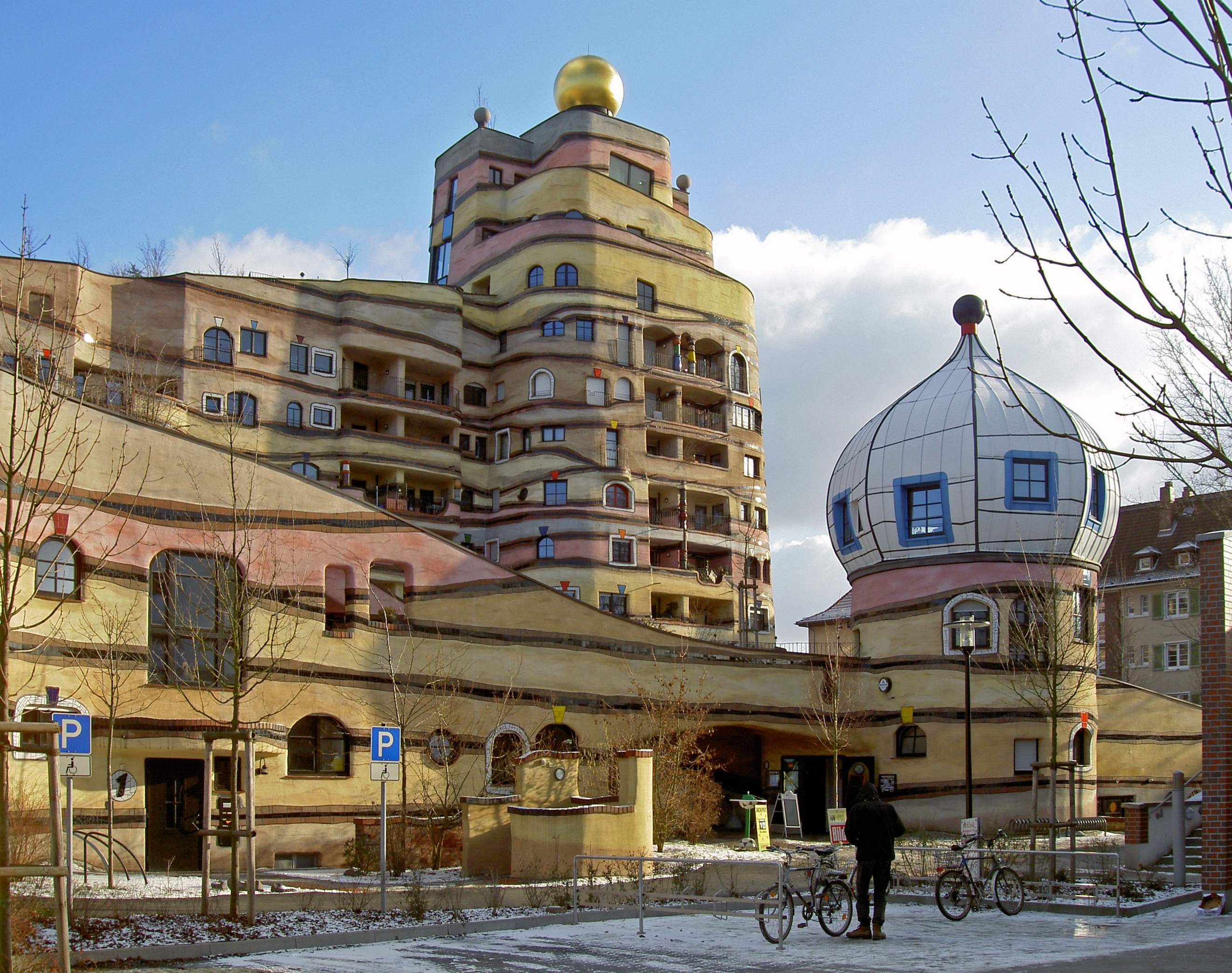
Waldspirale im Winter, rechts der kleine Zwiebelturm

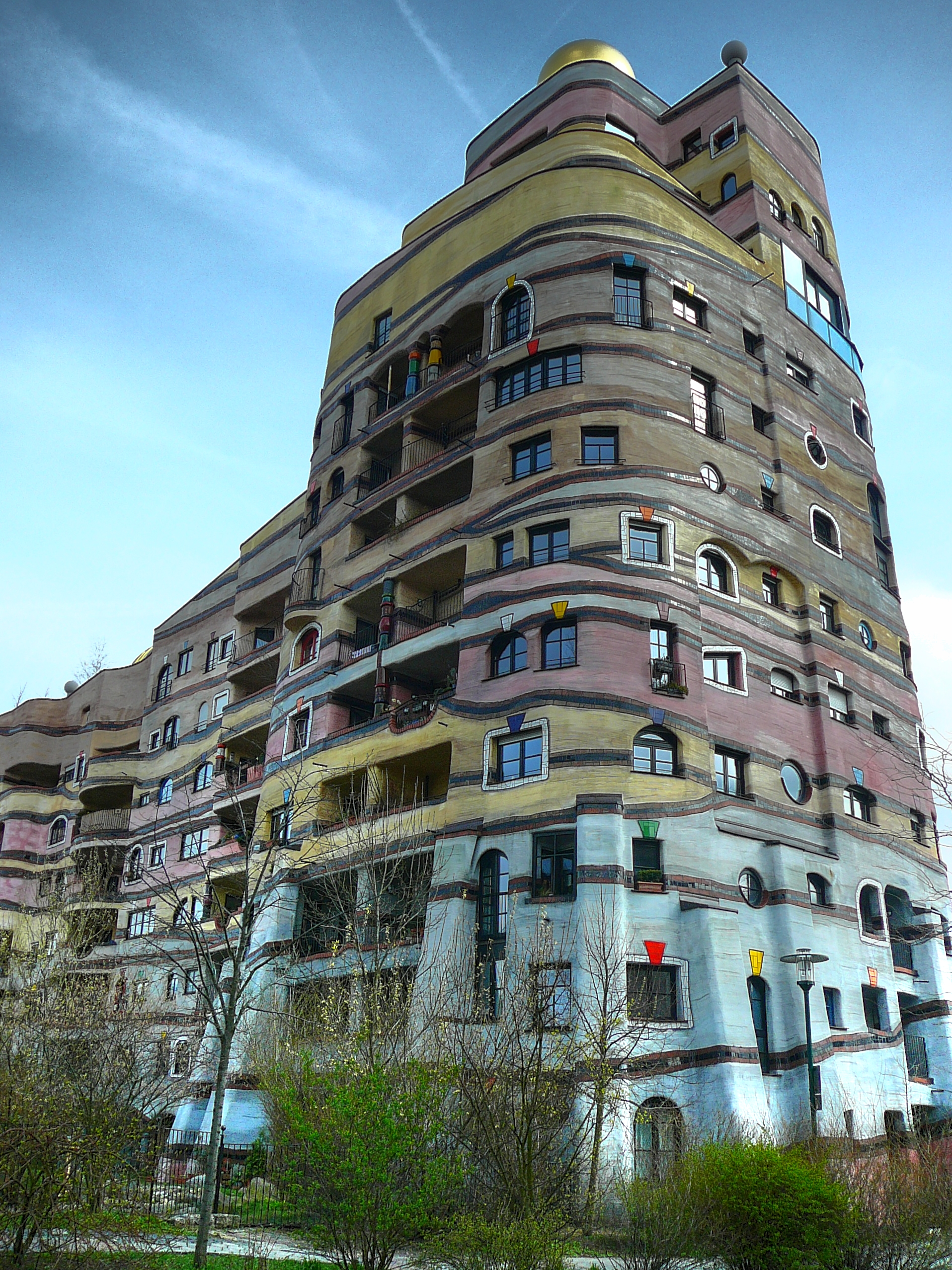
Höchste Wohnanlage am Ende der Waldspirale

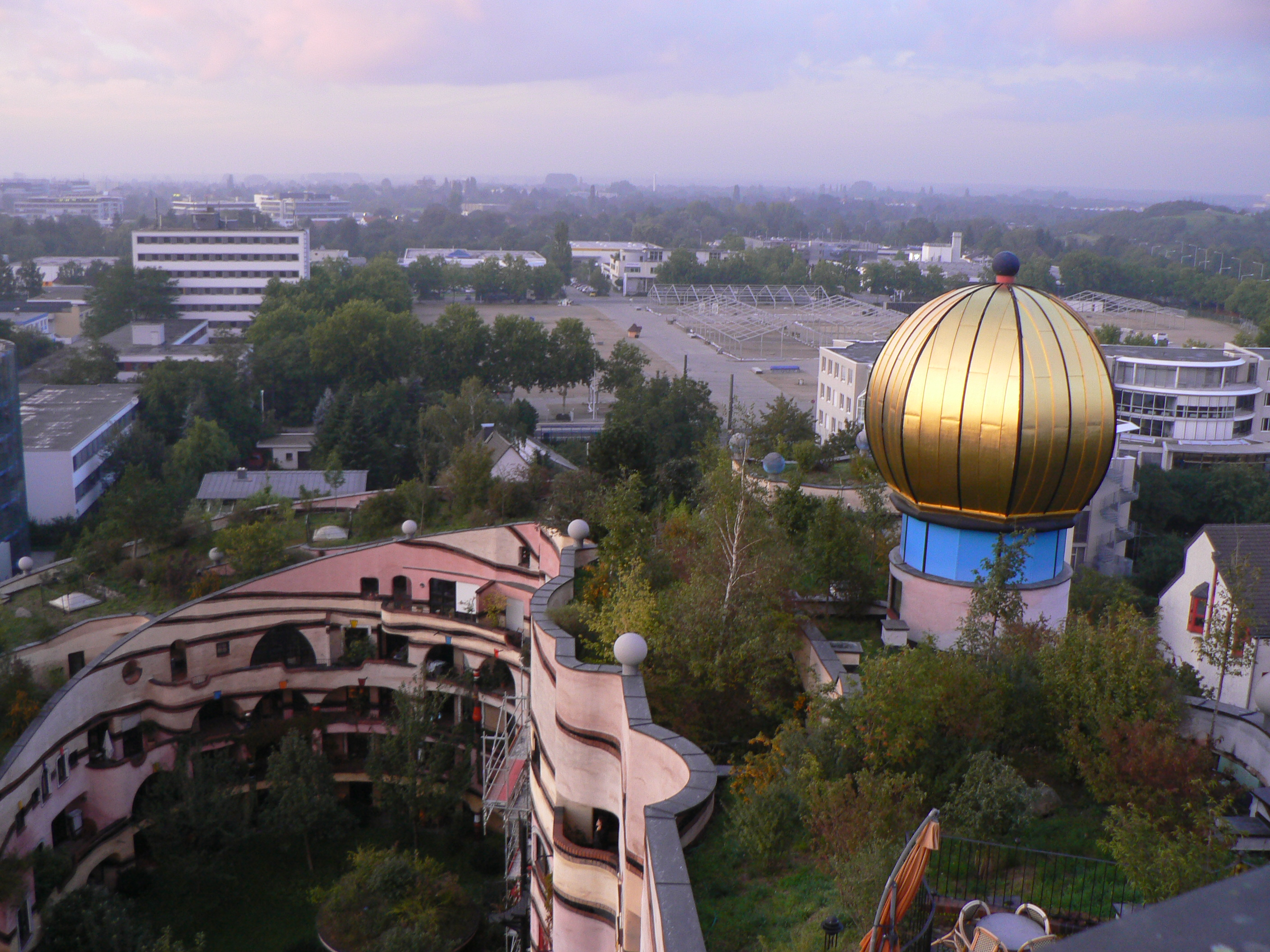
Spiralförmiges ansteigendes Grasdach, 2007

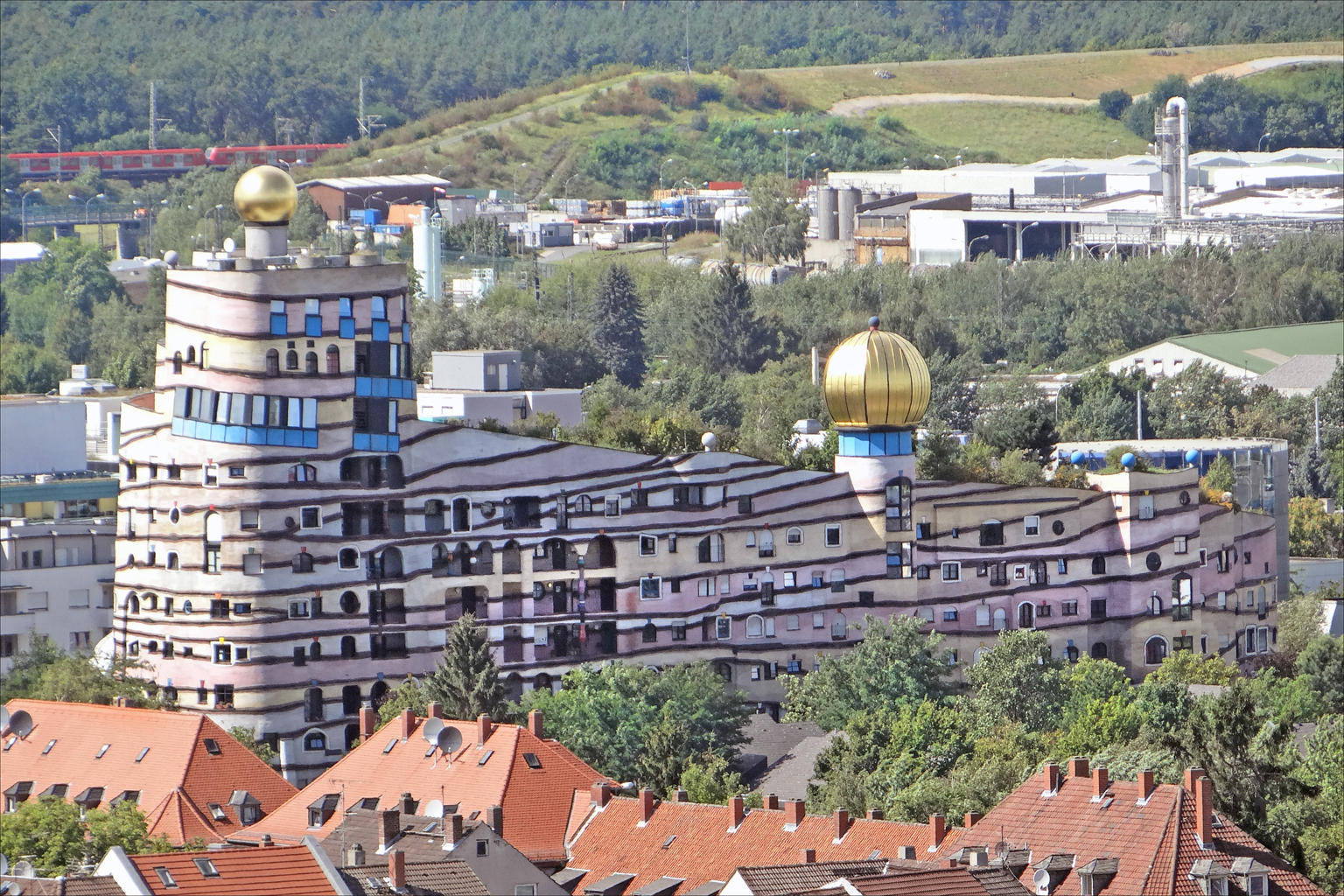
Markant im Stadtbild

Die Waldspirale ist der Name einer Wohnanlage in Darmstadt (Deutschland). Das im Jahr 2000 fertiggestellte Gebäude wurde vom Wiener Künstler Friedensreich Hundertwasser gestaltet und vom Architekten Heinz M. Springmann geplant und ausgeführt. Bauträger ist die bauverein AG Darmstadt.

## Beschreibung
Die Waldspirale ist ein im Bürgerparkviertel Darmstadts gelegener Wohnkomplex mit 105 Wohnungen, einer Tiefgarage, einem Café, einer Bar und einem Kiosk. Im Innenhof befinden sich ein Kinderspielplatz und ein kleiner künstlich angelegter See. Zu den Besonderheiten des U-förmigen Gebäudes gehört die auffällige Fassade, die keinem Gestaltungsraster folgt, mit „aus der Reihe tanzenden“ Fenstern und „Baummietern“, aus den Fenstern wachsenden Bäumen.
Das mit Bäumen und Stauden bepflanzte Schrägdach verläuft ähnlich einer Rampe entlang der U-Form. An seinem höchsten Punkt erreicht das Gebäude eine Höhe von zwölf Stockwerken. Beim Bau des Gebäudes wurden 12.000 Kubikmeter Beton mit rezyklierten Zuschlägen verbaut.

## Gestaltung
Jedes der mehr als 1000 Fenster der Waldspirale ist ein Unikat und ist nicht nach einem Raster angeordnet. In jeder Wohnung sind verschiedene Klinken an Türen und Fenstern angebracht. Einige der Wohnungen sind im Stil Friedensreich Hundertwassers gestaltet und weisen in Bad und Küche die typischen bunten Fliesen auf. Ebenso sind in diesen Wohnungen sämtliche Ecken an Decke und Wänden abgerundet, um Hundertwassers Credo „gegen die gerade Linie und den rechten Winkel“ gerecht zu werden. Aus Kostengründen konnten nur wenige der Wohnungen der Anlage so konsequent individuell gestaltet werden. 
Von außen fallen die typischen Elemente des Hundertwasser-Stils auf: die goldenen Zwiebeltürme, das Fehlen von geraden Linien und Ecken, die bunte Bemalung des Gebäudes in Erdtönen und die farbenfrohen Keramiksäulen.

## Film
- Wohnen abseits der Baunorm. Reportage, Deutschland, 2012, 44:29 Min., Buch: Nathaly Janho, Produktion: hr, Redaktion: bilderbogen, Reihe: Über Häuser, die aus der Reihe tanzen, Erstsendung: 14. Februar 2012, Filmnotizen.